# Elzunia atahualpa
Elzunia atahualpa är en fjärilsart som beskrevs av Fox 1956. Elzunia atahualpa ingår i släktet Elzunia och familjen praktfjärilar. Inga underarter finns listade i Catalogue of Life.